# Soumaya Sahla
Soumaya Sahla, née le 5 juillet 1983 à La Haye (Pays-Bas), est une femme politique et experte en déradicalisation néerlando-marocaine.
Conjointe du terroriste Nouriddin El Fahtni, elle était membre du Réseau Hofstad, pour lequel elle a été condamnée par le tribunal à une peine de prison de trois ans.

## Biographie
Sahla grandit à La Haye dans une famille marocaine de huit enfants. Dès son plus jeune âge, elle est active dans la communauté religieuse islamique. À l'âge de 18 ans, elle visite la Mecque avec son père, après quoi, malgré les inquiétudes de ses parents, elle rejoint une mosquée plus conservatrice. Elle étudie la théologie islamique à l'Université Islamique d'Europe et travaille comme aumônier spirituel dans la communauté islamique.
Sahla est mariée à Nouriddin El Fahtni, alors membre du Réseau Hofstad. Le 22 juin 2005, elle est arrêtée à Amsterdam avec El Fahtni et une amie, soupçonnés d'activités terroristes. Lors de leur interpellation à la station de métro Lelylaan, un pistolet mitrailleur Agram 2000 chargé est découvert dans un sac à dos. Des écoutes de l'Agence de renseignement et de sécurité générale (AIVD) révèlent que Sahla a demandé à sa sœur, qui travaillait dans une pharmacie, de fournir le 19 juin 2005 des adresses privées de politiciens, dont Johan Remkes, Jozias van Aartsen, Ayaan Hirsi Ali et Joost Eerdmans, pour les 'appeler à l'islam'. En septembre 2006, après le pompage d'une cave de stockage de leur maison à la suite de fortes pluies, un revolver Smith & Wesson M&P et un pistolet mitrailleur Skorpion VZ61 sont trouvés par hasard.
Dans l'affaire Piranha, elle est condamnée en 2008 à quatre ans de prison par la cour d'appel de La Haye. Sahla se pourvoit en cassation. En 2011, la Cour suprême annule ce jugement, l'AIVD refusant de divulguer tous les appels téléphoniques, ce qui prive de contexte la conversation avec la pharmacie. La Cour suprême renvoie l'affaire à la cour d'appel d'Amsterdam. En 2014, cette cour la condamne, neuf ans après son arrestation, à trois ans de prison pour appartenance à une organisation terroriste et violation de la loi sur les armes et munitions. Ce jugement est confirmé en 2016 par la Cour suprême. Le 5 mai 2008, Sahla est libérée, après trois ans de détention dans l'Extra Beveiligde Inrichting de Vught.

### Parcours scolaire et début de carrière
Sahla étudie la science politique et se déclare libérale. Elle poursuit ses études en science politique à l'Université de Leyde et obtient son master au Centre d'Études Africaines. En 2014, elle publie un article sur l'extrémisme et le terrorisme au Mali. Elle termine son master en 2020 avec une thèse intitulée Au Nom de la Géopolitique. La guerre par procuration entre l'Arabie saoudite et l'Iran au Ghana par le biais des ONG islamiques, portant sur le rôle des organisations islamiques dans le conflit entre l'Arabie Saoudite et l'Iran, en se concentrant sur le Ghana. Un an plus tôt, elle commence une recherche de doctorat sur l'influence d'Aristote sur la philosophie d'Al-Ghazali, sous la direction du professeur de philosophie du droit à Leyde, Andreas Kinneging.

### Entrée dans la politique
En 2017, Sahla devient active au sein du Parti populaire pour la liberté et la démocratie (VVD). Jusqu'en janvier 2022, elle est membre du réseau thématique Sécurité et Justice et présidente de la table sur le terrorisme et la radicalisation au sein du parti. En janvier 2022, une controverse éclate à la Seconde Chambre concernant sa présidence de la table sur le terrorisme et la radicalisation au VVD. Geert Wilders, leader du Parti pour la liberté (PVV), exprime son opposition à sa fonction, puisqu'elle avait été membre d'une organisation terroriste qui l'avait notamment désigné comme cible. Le 26 janvier 2022, Sahla annonce qu'elle mettra fin à ses activités en tant que membre du réseau thématique Sécurité et Justice et présidente de la table sur le terrorisme et la radicalisation, tout en restant membre du VVD.
Le 30 octobre 2023, pendant la campagne électorale pour les élections générales de 2023, le comité exécutif du VVD annonce que son adhésion au parti est résiliée avec effet immédiat. Cette exclusion fait suite à une publication dans le magazine HP/De Tijd, dans laquelle l'ancien député VVD Martijn Bolkestein affirmait que Sahla aurait escroqué environ 100 000 euros à son oncle Frits Bolkestein, son mentor et ancien chef de parti. Sahla et son promoteur, le professeur Andreas Kinneging, ont cependant déclaré qu'il lui avait donné cet argent en toute connaissance de cause pour son projet de doctorat à l'université de Leyde. Selon le même article, Sahla aurait « ces derniers mois » mené des discussions avec le major Roy de Ruiter, laissant entendre qu'elle recrutait des personnes pour un « cabinet d'affaires » en tant que conseillère du mouvement BoerBurgerBeweging (BBB). La cheffe du parti, Caroline van der Plas, a nié avoir donné à Sahla l'ordre de le faire et a signalé l'affaire au Coordonnateur national pour la sécurité et le contre-terrorisme,. En réponse à l'article de HP/De Tijd, Sahla a porté plainte contre Martijn Bolkestein pour insulte, diffamation et calomnie.